# Dolph Lundgren
Dolph Lundgren (geboren als Hans Lundgren; Stockholm, 3 november 1957) is een Zweeds acteur en regisseur.

## Filmcarrière
Hij maakte in 1985 zijn speelfilmdebuut in de James Bond-film A View to a Kill. Vlak daarna kreeg hij de rol van Ivan Drago, de tegenstander van Sylvester Stallone in Rocky IV.
Zijn eerste hoofdrol speelde hij als He-Man in Masters of the Universe uit 1987, een film naar het bekende speelgoedpersonage. De film was echter geen succes.
Hierna oriënteerde hij zijn acteercarrière meer naar actiefilms.